# Музей Таити и островов
Музей Таити и островов (фр. Musée de Tahiti et des Îles, таит. Te Fare Manaha) — полинезийский этнографический музей, расположенный в коммуне Пунаауиа острова Таити в 15 км (9,3 миль) к юго-западу от города Папеэте.
Этнографическая коллекция музея насчитывает около 30 000 экспонатов, среди которых предметы быта, инструменты и орудия труда народов Полинезии, выполненные из камня, дерева, кости и раковин, различные рыбацкие снасти, модели лодок и каноэ, предметы декоративно-прикладного искусства туземцев.
Также здесь представлены чучела птиц, обитающих в местных краях, гербарий полинезийских растений и коллекция раковин.
Музей сотрудничает с парижским Музеем на набережной Бранли.